# Batalioni i Operacioneve Speciale
Il Battaglione per le operazioni speciali (in albanese: Batalioni i Operacioneve Speciale), noto comunemente come BOS o Forza speciale albanese (Forcat Speciale Shqiptare), è la principale unità delle forze speciali delle Forze armate albanesi. È un corpo d'élite dell'esercito con lo scopo di compiere operazioni speciali in tempo di guerra e di antiterrorismo in tempo di pace. I membri del BOS si possono riconoscere dai berretti marroni e dal simbolo portato sulla manica destra delle loro uniformi.

## Storia

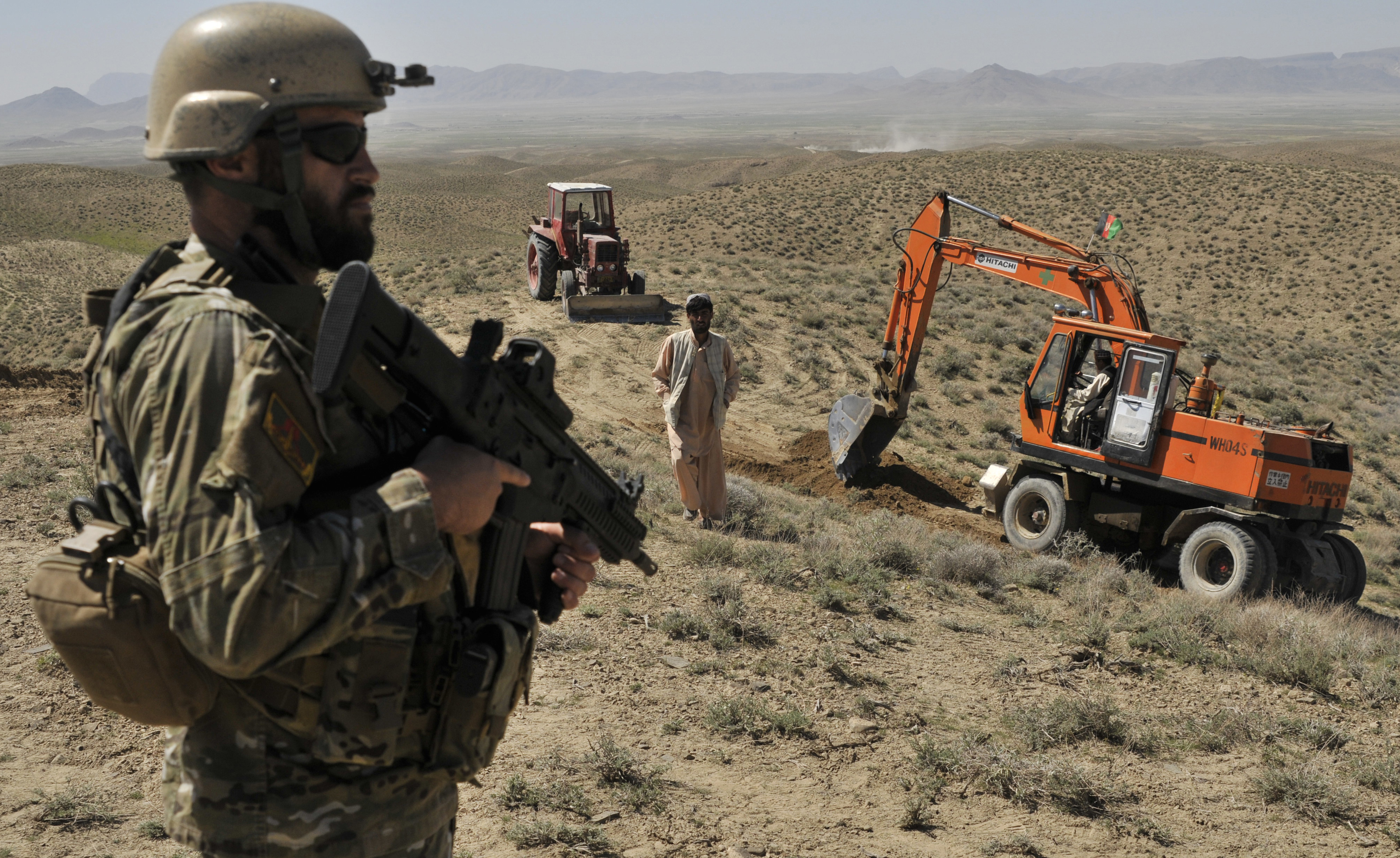
Un soldato delle BOS albanesi di guardia mentre la polizia afgana di confine scava ad un checkpoint vicino al confine con il Pakistan nel distretto di Spin Boldak nella provincia di Kandahar, 25 marzo 2013.

Il BOS è stato creato nel 1998 come una risposta diretta alla situazione geopolitica della regione balcanica. Subito dopo la sua creazione, squadre di BOS sono state schierate lungo il confine con la Jugoslavia durante la guerra del Kosovo nel 1999, e in seguito lungo il confine con la Macedonia nel contesto del conflitto con il paese nel 2001. Durante queste due guerre, i principali obiettivi dei BOS sono stati quelli di ricognizione e pattuglia a lungo raggio. Nel 2002, gli operatori del BOS sono stati schierati in Afghanistan come parte dell'Operazione Enduring Freedom degli Stati Uniti. In Afghanistan, i primi contingenti operati sotto il comando turco furono impiegati per pattugliare le aree intorno a Kabul. Nel 2004, l'Albania ha inviato un'unità dei BOS a Mosul come parte dell'operazione Iraqi Freedom, durante la quale fu responsabile della sicurezza della base e della difesa perimetrale. A luglio del 2010, un reparto di 44 uomini (con il nome in codice EAGLE 1) del BOS guidato dal colonnello Dritan Demiraj è stato schierato a Kandahar in Afghanistan. A differenza degli schieramenti precedenti, questo è stato coinvolto direttamente in operazioni speciali di combattimento. L'unità ha lavorato a stretto contatto con l'intelligence militare statunitense ed è stata responsabile della ricognizione profonda dietro le linee talebane, nonché della raccolta di informazioni sugli High-value targets.

## Reclutamento, selezione ed addestramento
Tutti i membri delle forze di terra albanesi sono idonei per l'addestramento per le forze speciali. Dopo aver fatto richiesta, i candidati affrontano un processo di selezione della durata di 26 settimane: nelle prime 12, i candidati sono costretti a marciare contro il tempo attraverso il Paese, aumentando ogni giorno le distanze coperte, culminando con una corsa di 27 km su un terreno montuoso con equipaggiamento completo. Tale parte dell'addestramento è chiamata Fase commando. Inoltre, i candidati sono sottoposti a prove di abilità di tiro, navigazione e resistenza fisica. Durante l'ultima settimana del processo di selezione, i test e le marce proseguono ininterrottamente per più di 24 ore. I candidati che riescono a passare la selezione, sono sottoposti ad un addestramento di 14 settimane durante il quale imparano le tecniche di sopravvivenza e padroneggiano le loro abilità di miratori. Dopo ciò, sono sottoposti ad un corso di 4 settimane sulle operazioni speciali e sul combattimento ravvicinato. Per il test finale, i candidati vengono lasciati senza cibo per 72 ore in un'area remota del Paese, con l'obiettivo di seminare ogni possibile inseguitore e di ritornare alla base senza esser scoperti.

## Equipaggiamento

### Pistole e mitra
| Modello              | Immagine | Calibro         | Origine          |
| -------------------- | -------- | --------------- | ---------------- |
| Beretta Px4 Storm    |          | 9×19mm          | Italia           |
| FN Five-seven        |          | 5.7×28mm        | Belgio           |
| P12 Pistol           |          | .45 ACP         | Germania         |
| Beretta 92           |          | 9×19mm          | Italia           |
| HK MP7               |          | HK 4.6×30mm     | Germania         |
| HK UMP               |          | .45 ACP         | Germania         |
| Heckler & Koch SR9   |          | 7.62×51mm       | Germania         |
| Heckler & Koch G36   |          | 5.56×45mm       | Germania         |
| Beretta ARX 160      |          | 5.56×45mm       | Italia           |
| AKM                  |          | 7.62×39mm       | Unione Sovietica |
| Heckler & Koch MG4   |          | 5.56×45mm       | Germania         |
| Heckler & Koch HK417 |          | 7.62×51mm       | Germania         |
| Sako TRG             |          | .308 Winchester | Finlandia        |
| Barrett M82          |          | .50 BMG         | Stati Uniti      |
| RPG-7                |          | 40 mm           | Unione Sovietica |

### Veicoli
| Mezzi terrestri       | Mezzi terrestri | Mezzi terrestri | Mezzi terrestri                 |
| --------------------- | --------------- | --------------- | ------------------------------- |
| Nome                  | Immagine        | Origine         | Note                            |
| Land Rover Defender   |                 | Regno Unito     |                                 |
| Humvee                |                 | Stati Uniti     | Impiegato in Iraq e Afghanistan |
| International MaxxPro |                 | Stati Uniti     | Usato da Eagle-2-8 a Kandahar   |

| Velivoli                | Velivoli | Velivoli           | Velivoli |
| ----------------------- | -------- | ------------------ | -------- |
| Nome                    | Immagine | Origine            | Note     |
| MBB Bo 105              |          | Germania           |          |
| Bell UH-1 Iroquois      |          | Stati Uniti Italia |          |
| Eurocopter AS532 Cougar |          | Francia            |          |